# Virgílio Távora

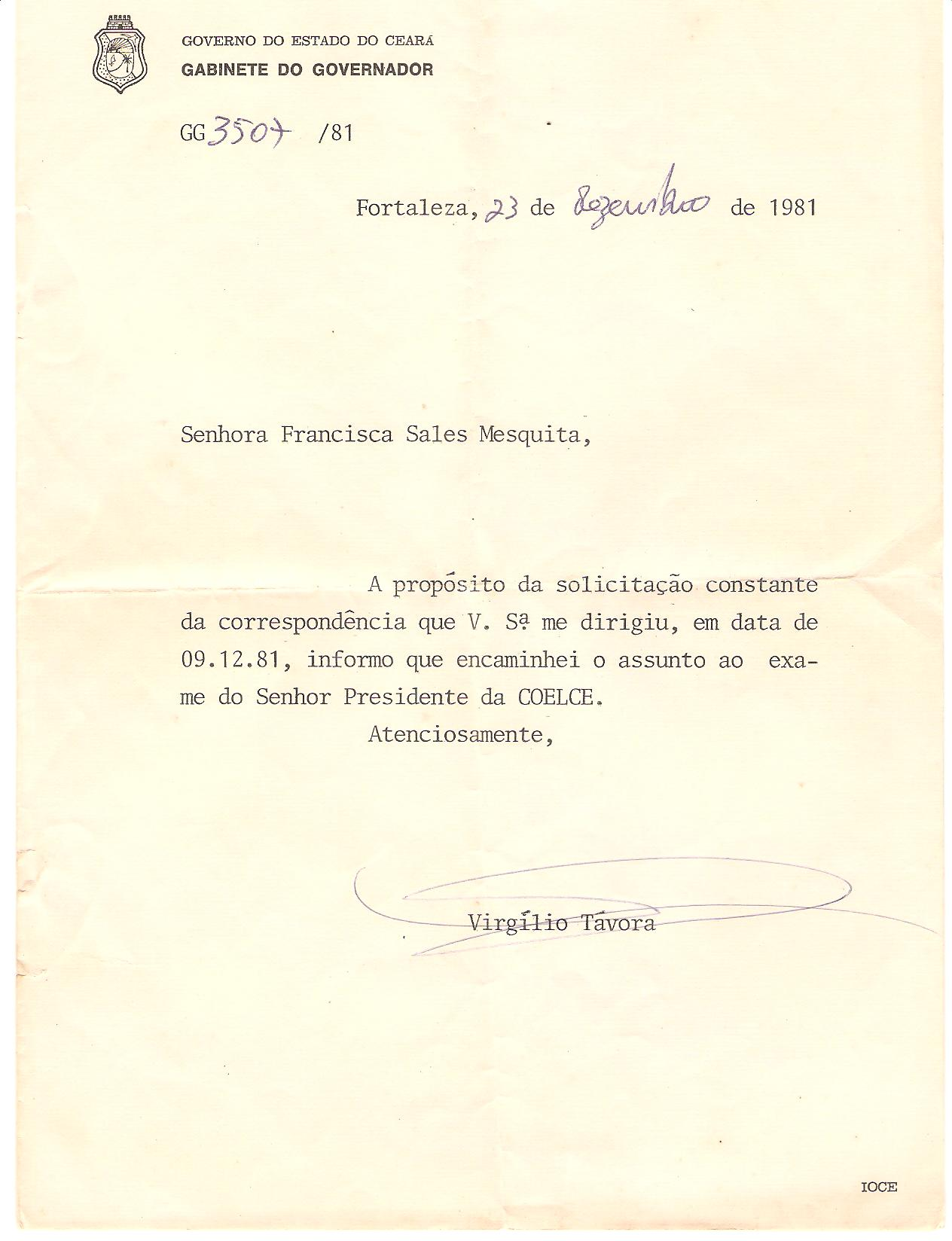
Carta de governador do Ceará.

Virgílio de Morais Fernandes Távora (Jaguaribe, 29 de setembro de 1919 — São Paulo, 3 de junho de 1988) foi um militar e político brasileiro. Sobrinho de Juarez Távora, fez carreira política no Ceará.

## Dados biográficos
Filho de Manoel do Nascimento Fernandes Távora e Carlota Augusta Caracas de Morais Távora. Influenciado pelo tio, Juarez Távora, e pela historia do Capitão Caracas, ingressou em 1938 na Escola Militar do Realengo no Rio de Janeiro e passou pela Escola de Estado-Maior do Exército e pela Escola Superior de Guerra chegando a Coronel em 1960. Eleito deputado federal pela UDN em 1950 e 1954, foi o representante da oposição ao governo Juscelino Kubitschek na diretoria da Companhia Urbanizadora da Nova Capital (1959-1961) e membro do Conselho Nacional do Serviço Social Rural (1960-1961). Ministro dos Transportes no gabinete parlamentarista de Tancredo Neves deixou o cargo para disputar o governo do Ceará. Em sua gestão também criou a Secretaria da Cultura do Estado do Ceará pela lei nº 8.541, de 9 de agosto de 1966.
À frente de uma coligação chamada "União pelo Ceará" reuniu a UDN e o PSD pacificando a cena política local lançando as bases do que seria a ARENA após a decretação do bipartidarismo via Ato Institucional Número Dois em 1965. Em seu governo a energia da Usina Hidrelétrica de Paulo Afonso chegou progressivamente a todo o estado e assim foi incrementada a infraestrutura local[carece de fontes?] e implantado o Distrito Industrial. Em sua gestão aplicou o chamado "Plano de Metas do Governo" (PLAMEG). Em 1966 foi eleito para o seu terceiro mandato de deputado federal.
Ao lado de César Cals e Adauto Bezerra formou o triunvirato de coronéis que dominou a política cearense durante todo o Regime Militar de 1964 sendo que Virgílio Távora foi eleito senador em 1970 e indicado governador do Ceará pelo presidente Ernesto Geisel em 1978. Filiado ao PDS foi eleito para o seu segundo mandato de senador em 1982 com uma votação recorde até então sendo que permaneceu no partido mesmo com o surgimento do PFL em 1985. Pai do falecido deputado federal Carlos Virgílio Távora (que foi genro do político piauiense Alberto Silva) e concunhado de Flávio Marcílio, foi vitimado pelo câncer quando de sua internação no Hospital Albert Einstein na capital paulista.
Virgílio Távora está sepultado no Cemitério São João Batista em Fortaleza-CE.

## Locais batizados em sua homenagem
- Aeroporto Coronel Virgílio Távora - Boa Viagem
- Autódromo Internacional Virgílio Távora - Eusébio
- Avenida Governador Virgílio Távora - Jaguaribe
- Avenida Senador Virgílio Távora - Fortaleza
- Centro Administrativo Governador Virgilio Távora - Boa Viagem
- Escola de Ensino Médio Coronel Virgílio Távora - Quixadá
- Estádio Municipal Governador Virgílio Távora - Crato
- Rua Senador Virgílio Távora - Belo Horizonte
- Rua Senador Virgílio Távora - Sobral
- CEI Virgilio Távora - Fortaleza
- Centro Administrativo Governador Virgílio Távora - Capistrano - CE
- Centro Administrativo Governador Virgílio Távora - Fortaleza - CE
- CSU Governador Virgílio Távora - Fortaleza
- E.E.F.M. Coronel Virgílio Távora - Morrinhos - CE
- Escola de Ensino Fundamental Senador Virgílio de Morais Fernandes Távora - Pacajus
- Escola Minicipal Virgílio Távora - Fortaleza
- Estação Virgílio Távora na Linha Sul do Metrô de Fortaleza - Maracanaú - CE
- Paço Municipal Coronel Virgílio Távora - Reriutaba - CE
- Posto de Saúde Virgílio Távora - Fortaleza